# Монте-Маренцо
Монте-Маренцо (итал. Monte Marenzo) — коммуна в Италии, располагается в регионе Ломбардия, подчиняется административному центру Лекко.
Население составляет 1958 человек, плотность населения составляет 653 чел./км². Занимает площадь 3 км². Почтовый индекс — 24030. Телефонный код — 0341.
В коммуне 25 января особо поминают обращение святого апостола Павла.